# Архангельська
Архангельська — станиця в Тихорєцькому районі Краснодарського краю, утворює Архангельське сільське поселення.
Населення — 9,0 тис. мешканців (2002).
Станиця розташована вздовж берегів річки Челбас у степовій зоні. Залізнична станція Малоросійська (за назвою станичного хутора) на лінії Тихорєцьк (24 км) — Кавказька.
Село Архангельське засновано в наприкінці XVIII сторіччя селянами-переселенцями. Згідно з указом від 2 грудня 1832 село було перетворено на станицю що відносилось до Кавказького лінійного козацького війська. .

## Адміністративний поділ
До складу Архангельського сільського поселення входить одна станиця Архангельська.